# Alexis Argüello
Alexis Argüello (19. april 1952 – 1. juli 2009) var en nicaraguask bokser fra Managua. 
Han vandt verdensmesterskabet i tre vægtklasser (fjervægt, junior-letvægt og letvægt. Argüello tabte aldrig de vundne titler, men opgav disse i takt med, at han bevægede sig op i vægt. Efter at have opgivet verdensmesterskavet i letvægt forsøgte Argüello i 1982 at vinde verdensmesterskabet i letweltervægt mod amerikaneren Aaron Pryor, men blev stoppet i to forsøg. 